# Komaki
Komaki (japanisch 小牧市, -shi) ist eine Stadt wenige Kilometer nördlich von Nagoya in der Präfektur Aichi auf Honshū, der Hauptinsel von Japan.
Der in der Stadt gelegene Berg Komaki wurde in der Schlacht von Komaki und Nagakute (1584) zwischen Toyotomi Hideyoshi und Oda Nobunaga als Schauplatz berühmt. Im Süden der Stadt befindet sich ein Teil des Flughafens Nagoya.

## Geographie
Komaki liegt ungefähr in der Mitte der Nōbi-Ebene. Das Stadtzentrum und der westliche Teil sind verhältnismäßig flach, wohingegen der Norden und der Osten durch einige Hügel geprägt ist.
Im Stadtgebiet sind unter anderem folgende kleinere Berge zu finden:

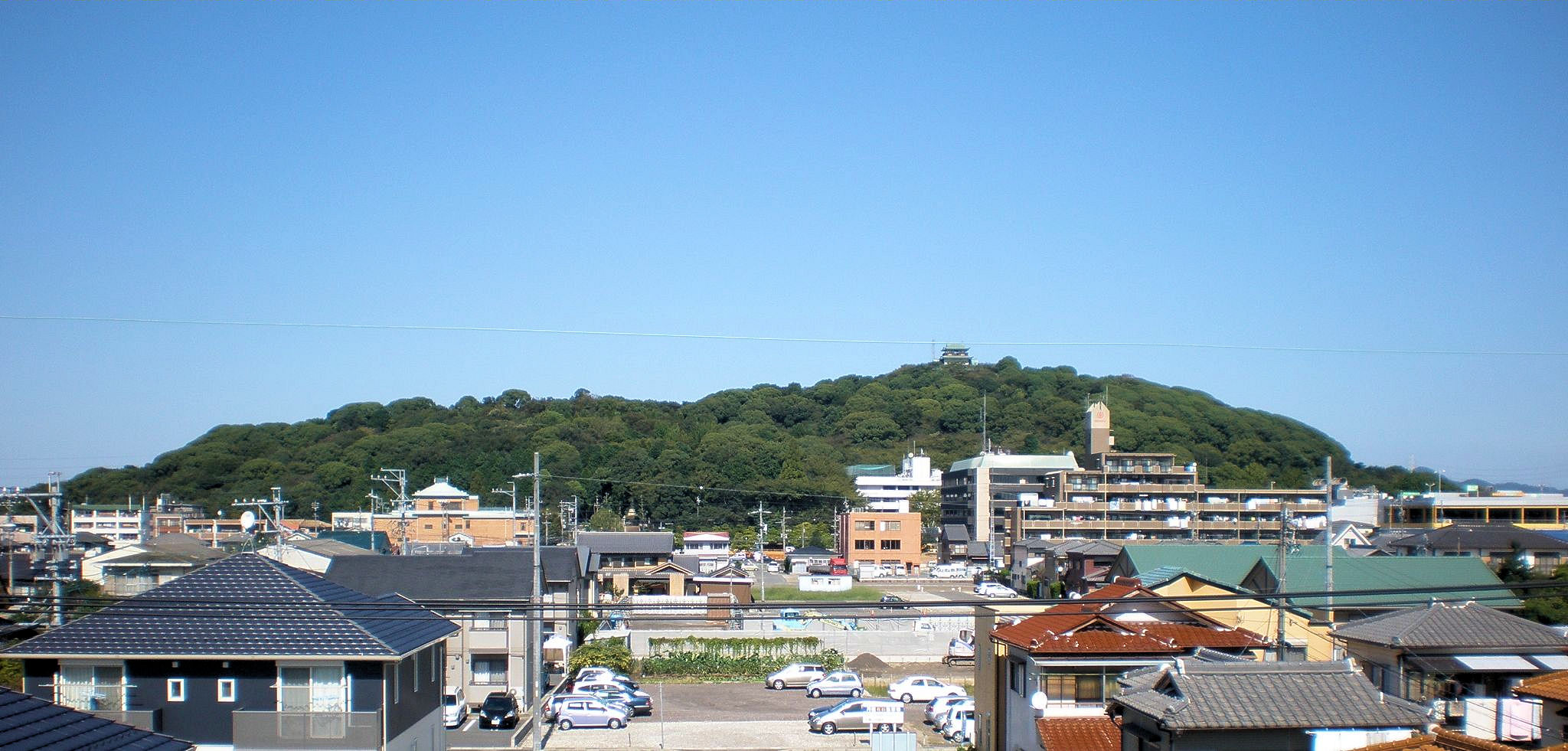
Berg Komaki

- Komaki-yama (小牧山): Ein 86 m hoher Berg, welcher komplett als Park genutzt wird. Auf der Spitze befindet sich ein stadtgeschichtliches Museum. Der Berg umfasst ca. 600 Meter in der Ost-West- und 400 Meter in der Nord-Süd-Ausdehnung, mit einer Fläche von ca. 21 Hektar.
- Iwasaki-yama (岩崎山): Ein Berg, welcher mit einer Höhe von 54,9 Metern im Nordteil der Stadtmitte gelegen ist.
- Hakusan (白山). Im Osten von Komaki gelegen, mit einer Höhe von 260 m. Er ist einer von den „drei Owari-Bergen“ (尾張三山 Owari Sanzan; die anderen beiden sind Owari-fuji und Hongū-san in Inuyama).

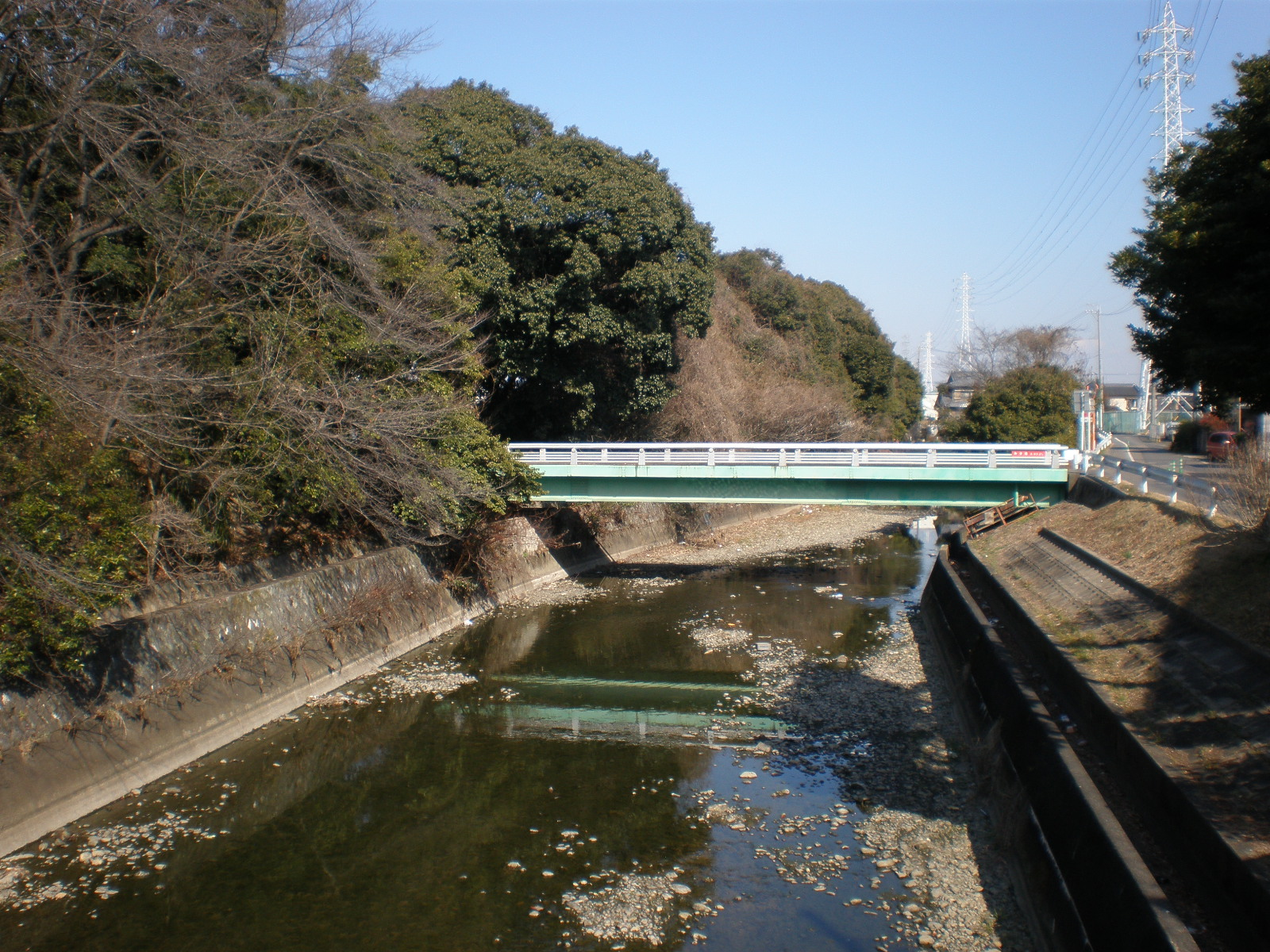
Aise-gawa

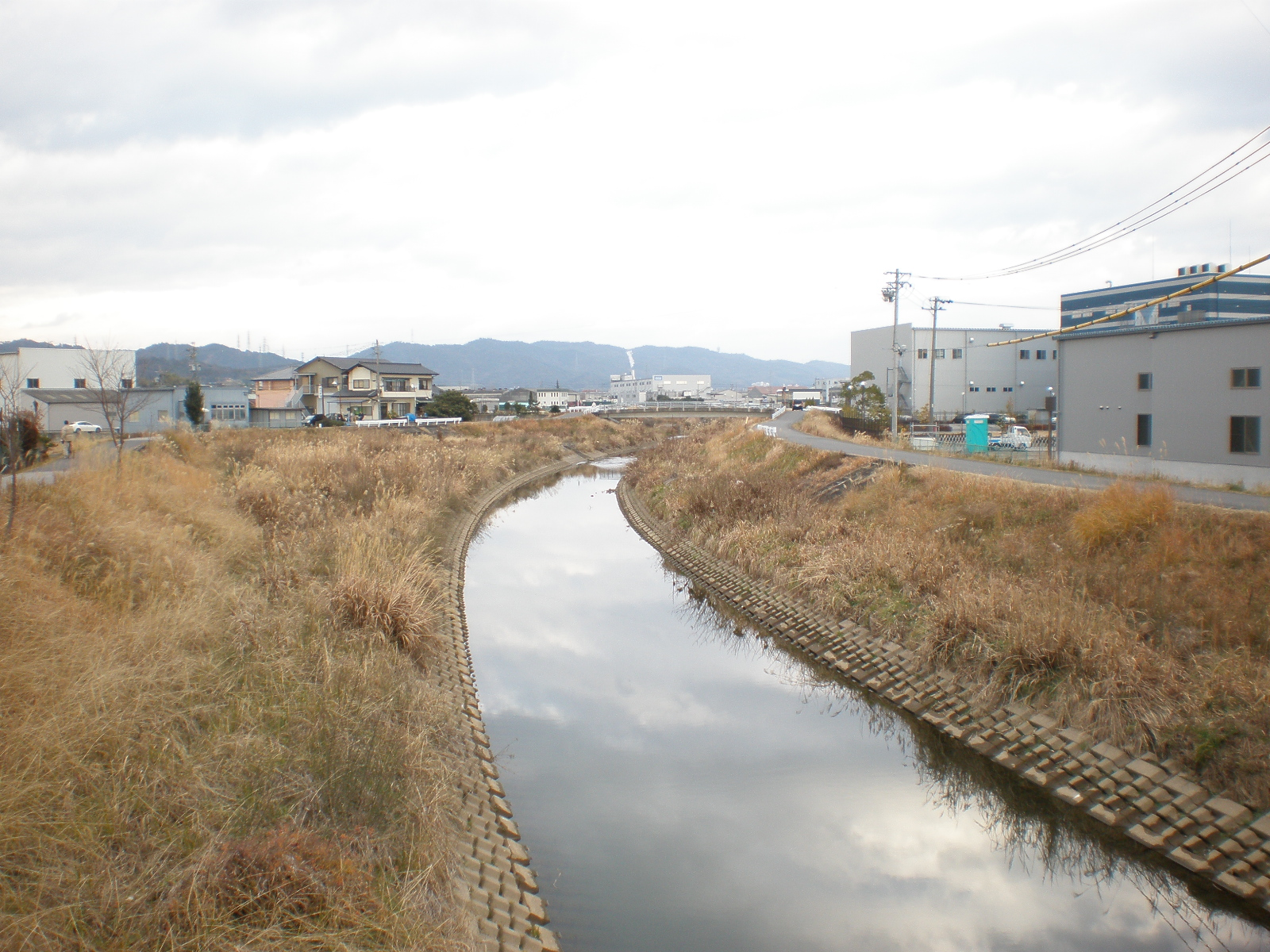
Ōyama-gawa

Durch das Stadtgebiet fließen außerdem viele Flüsse und Bewässerungskanäle sowie einige Wasserbecken. Die größten Flüsse sind unter anderem der Aise-gawa (合瀬川) und der Ōyama-gawa (大山川).

## Angrenzende Städte und Gemeinden
Komaki grenzt an die Städte Kasugai, Inuyama, Kōnan, Iwakura, Kitanagoya sowie die Dörfer Toyama und Ōguchi.

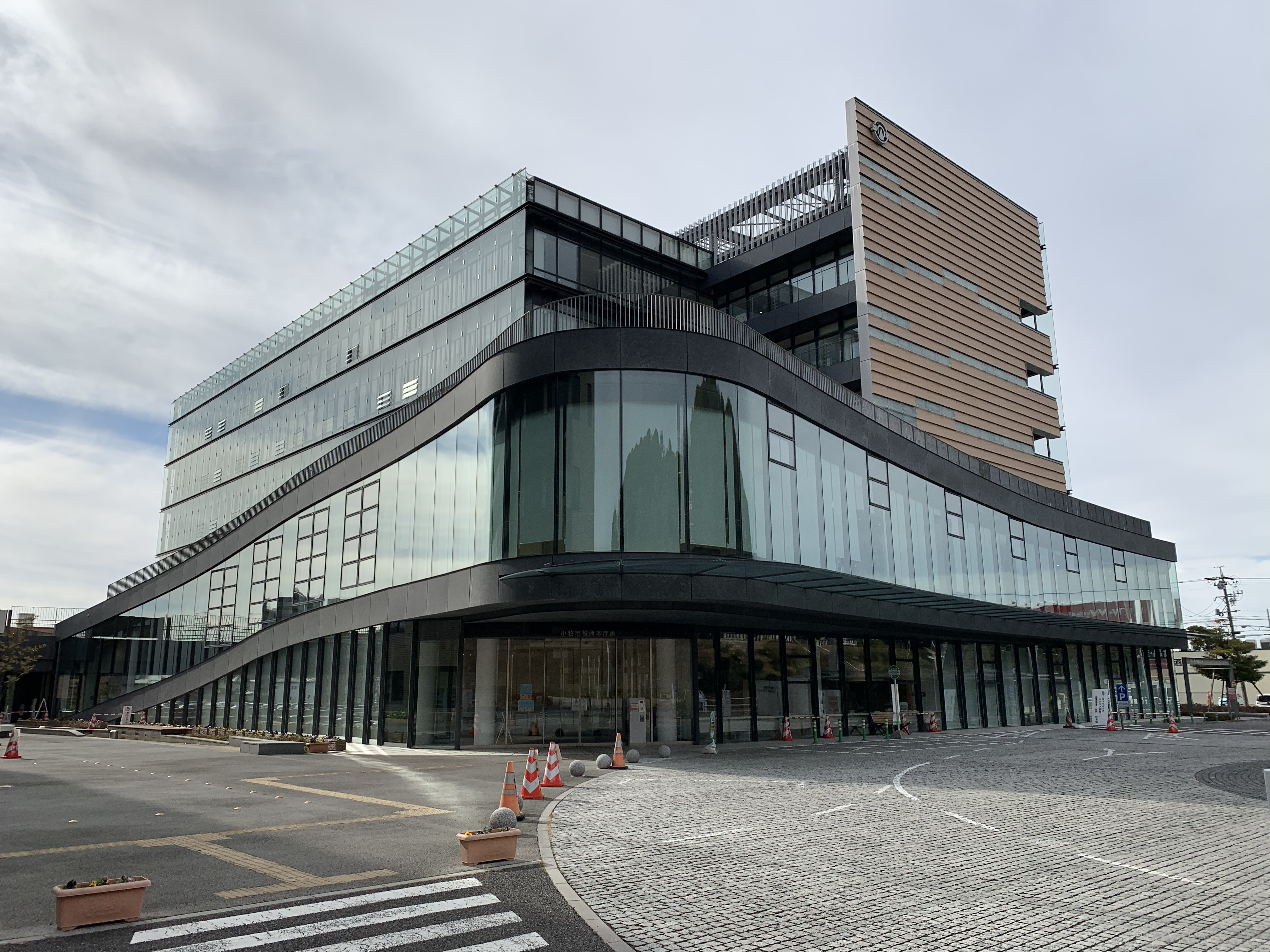
Rathaus

## Geschichte

### Ursprung des Namens
Der Name der Stadt leitet sich von Komaki-chō ab, dem Namen eines Dorfes vor der Gemeindezusammenlegung. Zu dem Namen Komaki an sich gibt es folgende Erklärungen:
- Früher reichte das Meer bis zum Berg Komaki. Nach einer Geschichte, dass die Seefahrer, die den Berg sahen und die Boote bestiegen, ihre Segel (ho) zusammenrollten (maku), erhielt der Berg den Namen Homaki-yama (帆巻山). Daraus leitete sich anschließend Komaki ab.
- Da im Mittelalter in der Nähe ein Pferdemarkt durchgeführt wurde, wurde die Stadt Komaki (駒来, koma ki, etwa „Pferde kommen“) genannt. Dies wurde später in anderer Schreibweise, allerdings gleicher Aussprache, als Komaki (小牧) geschrieben.

### Chronik
- 1. Januar 1955: Die Dörfer Komaki-chō, Ajioka-mura und Shinooka-mura des Landkreises Higashi-Kasugai werden zu der Stadt Komaki-shi zusammengeschlossen.
- 1. September 1963: Der Großteil des Dorfes Kitasato-mura wird eingemeindet.

## Verwaltung

### Wappen der Stadt
Das Wappen stellt, von links gesehen, die Katakana コマキ (Komaki) dar. Außerdem soll das gesamte Wappen die Vorderseite eines Flugzeuges darstellen. Es wurde am 1. April 1955 beschlossen.

### Einwohner
Zum Zeitpunkt des 1. Januars 2008 betrug die Einwohnerzahl 153.341 Menschen. Die Anzahl der Männer betrug 77.892, die der Frauen 75.449. Es lebten ungefähr 10000 Ausländer in der Stadt, was einen Anteil von 5,8 % ausmacht. Die Hälfte (54 %) dieser Ausländer besitzt die brasilianische Staatsangehörigkeit, danach folgen Chinesen, Peruaner und Philippinen (jeweils ca. 10 %)
| Jahr          | 1980    | 1985    | 1990    | 1995    | 2000    | 2005    |
| ------------- | ------- | ------- | ------- | ------- | ------- | ------- |
| Einwohnerzahl | 103.233 | 113.284 | 124.441 | 137.165 | 143.122 | 147.182 |

## Sehenswürdigkeiten

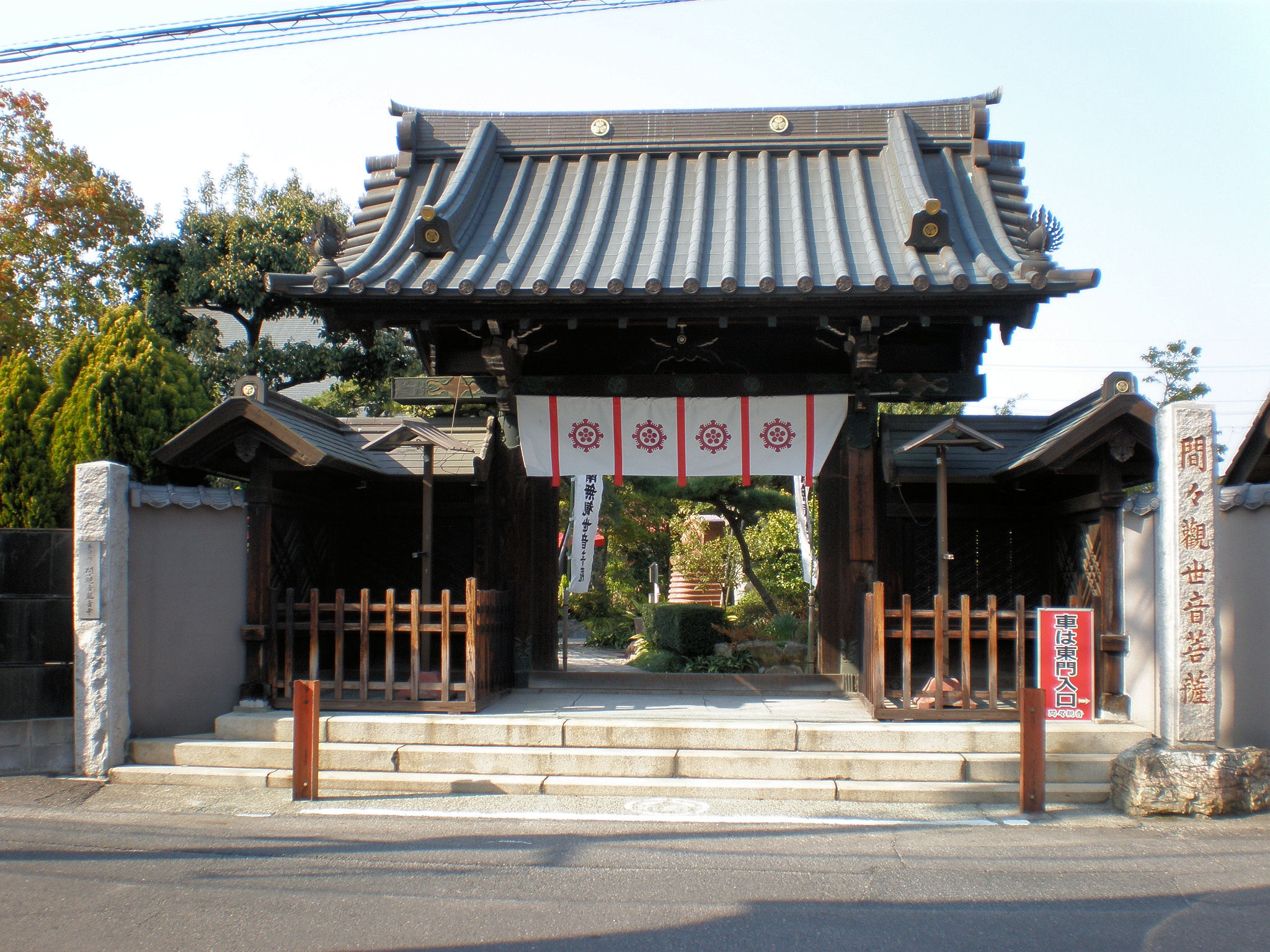
Mamakannon

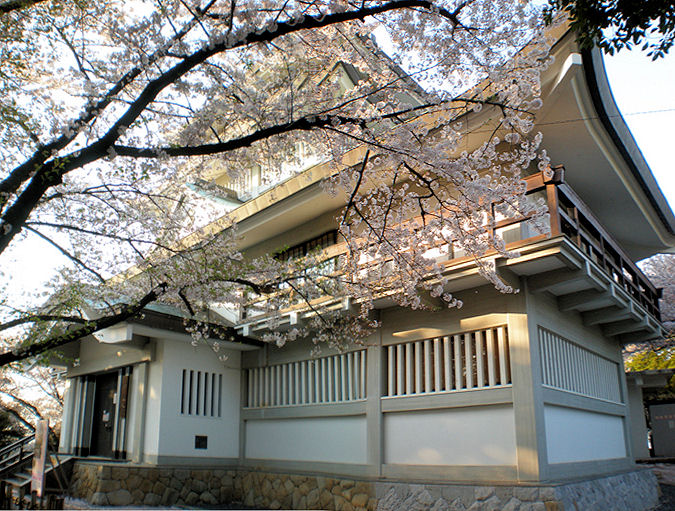
Museum Komaki

- Menard-Kunstmuseum: Das Museum zeigt Kunstwerke des 19. und 20. Jahrhunderts von Künstlern aus Japan und Europa.
- Tagata-Schrein (田縣神社, Tagata-jinja): Berühmt für das Fruchtbarkeitsfest Hōnen-Matsuri
- Mamakannon (間々観音): Berühmt als Japans einziger Tempel, der der weiblichen Brust gewidmet ist.
- Berg Komaki (小牧山, Komaki-yama): Auf ihm befand sich in der Vergangenheit die Burg Komaki, errichtet von Oda Nobunaga. Heute ist er zu einem Park umgestaltet worden. Auf seiner Spitze befindet sich nun ein stadtgeschichtliches Museum, mit einer Aussichtsplattform auf der Spitze.
- Schwimmbad Komaki (小牧温水プール): Wird aus der Abwärme einer Müllverbrennungsanlage erwärmt.

## Verkehr

### Straßenverkehr
In Komaki treffen sich drei Autobahnen, was Komaki zu einem verkehrstechnisch sehr gut gelegenen Ort in der Region Chūbu macht.
- Nationalstraßen 41, 155
- Autobahnen: Meishin-Autobahn, Chūō-Autobahn, Nagoya-Autobahn

### Bahnverkehr

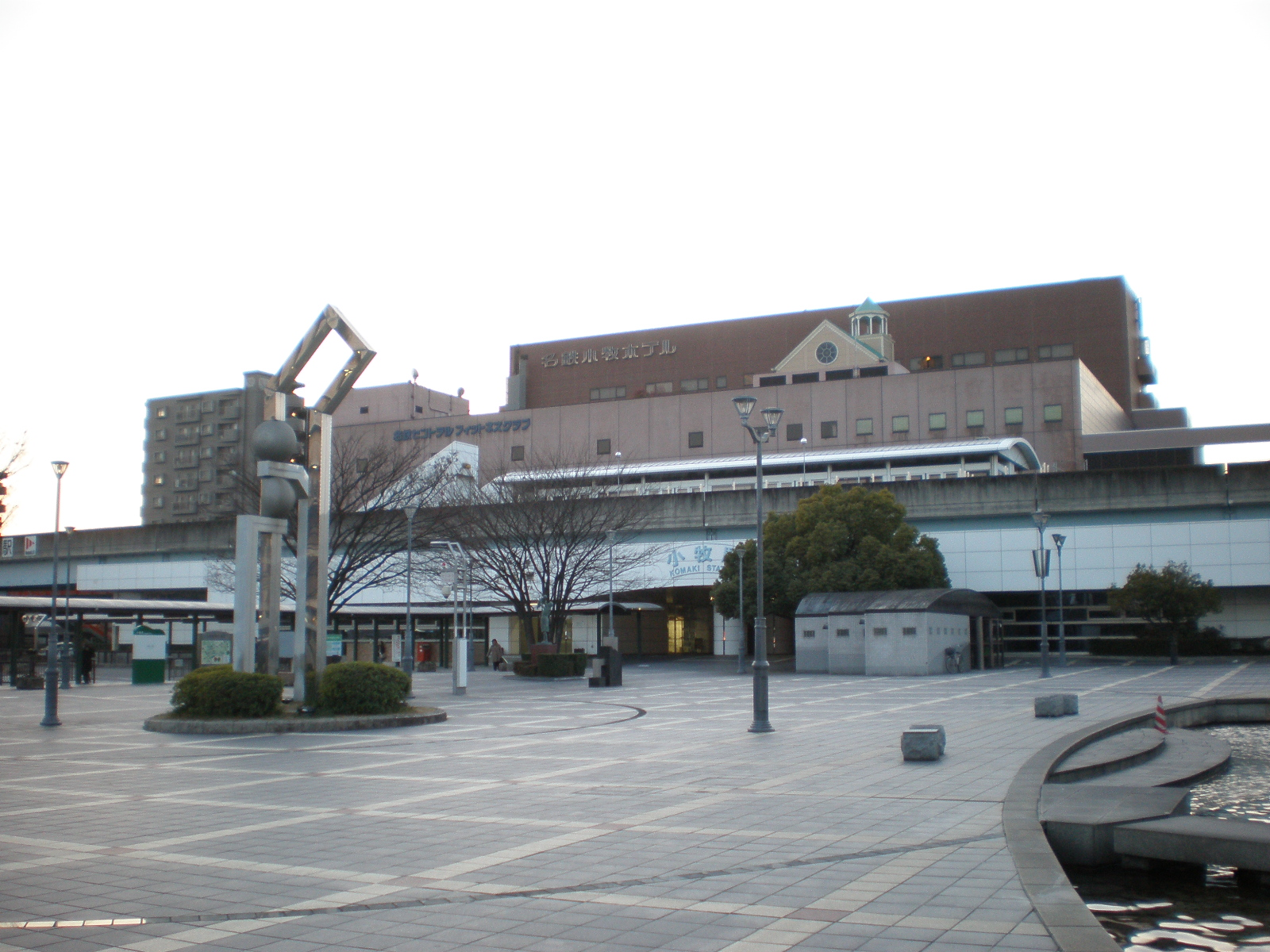
Bahnhof Komaki

Durch das Stadtgebiet verläuft die Komaki-Linie der Bahngesellschaft Meitetsu vom Bahnhof Kami-Iida in Nagoya bis zum Bahnhof Inuyama. Folgende Bahnhöfe befinden sich auf dem Stadtgebiet:
- Komakiguchi (小牧口駅)
- Komaki (小牧駅)
- Komakihara (小牧原駅)
- Ajioka (味岡駅)
- Tagata-jinja-mae (田県神社前駅)

Von 1991 bis 2006 bestand der auf einem Viadukt verlaufende Peoplemover namens Peachliner zwischen dem Bahnhof Komaki und der Großwohnsiedlung Tōkadai New Town im Osten der Stadt. Sie wurde schließlich durch eine günstigere Busverbindung ersetzt.

### Flugverkehr
Ein Teil des Flughafens Nagoya liegt in Komaki, der größte Teil in der Gemeinde Toyoyama.

## Wirtschaft
In Komaki wurde in der Vergangenheit hauptsächlich Reis kultiviert, aber zusammen mit dem Ausbau des Straßennetzes und der Autobahnen hat sich Komaki als wichtiger Logistikstandort in der Nähe der Großstadt Nagoya entwickelt. In letzter Zeit konnten besonders viele Fabriken angelockt werden. Firmen mit Hauptsitz in Komaki sind:
- Aichi Yoke (愛知ヨーク株式会社, Aichi Yōku Kabushikigaisha), ein Joghurthersteller.
- Aoi Traffic (あおい交通株式会社, Aoi Kōtsū Kabushiki-gaisha), ein Bus- und Taxiunternehmen.
- Como (株式会社コモ, Kabushiki-gaisha Komo), eine Großbäckerei.
- Goyo Intex (五洋インテックス株式会社, Goyō Intekkusu Kabushiki-gaisha), ein Gardinen- und Einrichtungshaus.
- Sanyu Industries (三友工業株式会社, Sanyū Kōgyō Kabushiki-gaisha), ein Maschinenhersteller.
- santec, ein Hersteller für optische Messinstrumente.
- Tsunoda (株式会社ツノダ, Kabushiki-gaisha Tsunoda), eine Immobilienvermietung und Fahrradhersteller.
- Noda Screen (株式会社野田スクリーン, Kabushiki-gaisha Noda Skurīn), ein Hersteller von Fertigungsmaschinen und Materialien.

Trotzdem ist das wirtschaftliche Zentrum der Region die nahe gelegene Großstadt Nagoya, so dass eine große Anzahl Pendler ihre Arbeitsplätze dort haben.

## Söhne und Töchter der Stadt
- Kōhei Hirate (* 1986), Rennfahrer

## Städtepartnerschaften
- Wyandotte (Michigan)
- Anyang (Südkorea)
- Yakumo, Hokkaidō (Japan)